# Payne (Georgia)
Payne è una città degli Stati Uniti d'America, situata in Georgia, nella Contea di Bibb. È un'enclave della città di Macon.